# Amplification par dérive de fréquence

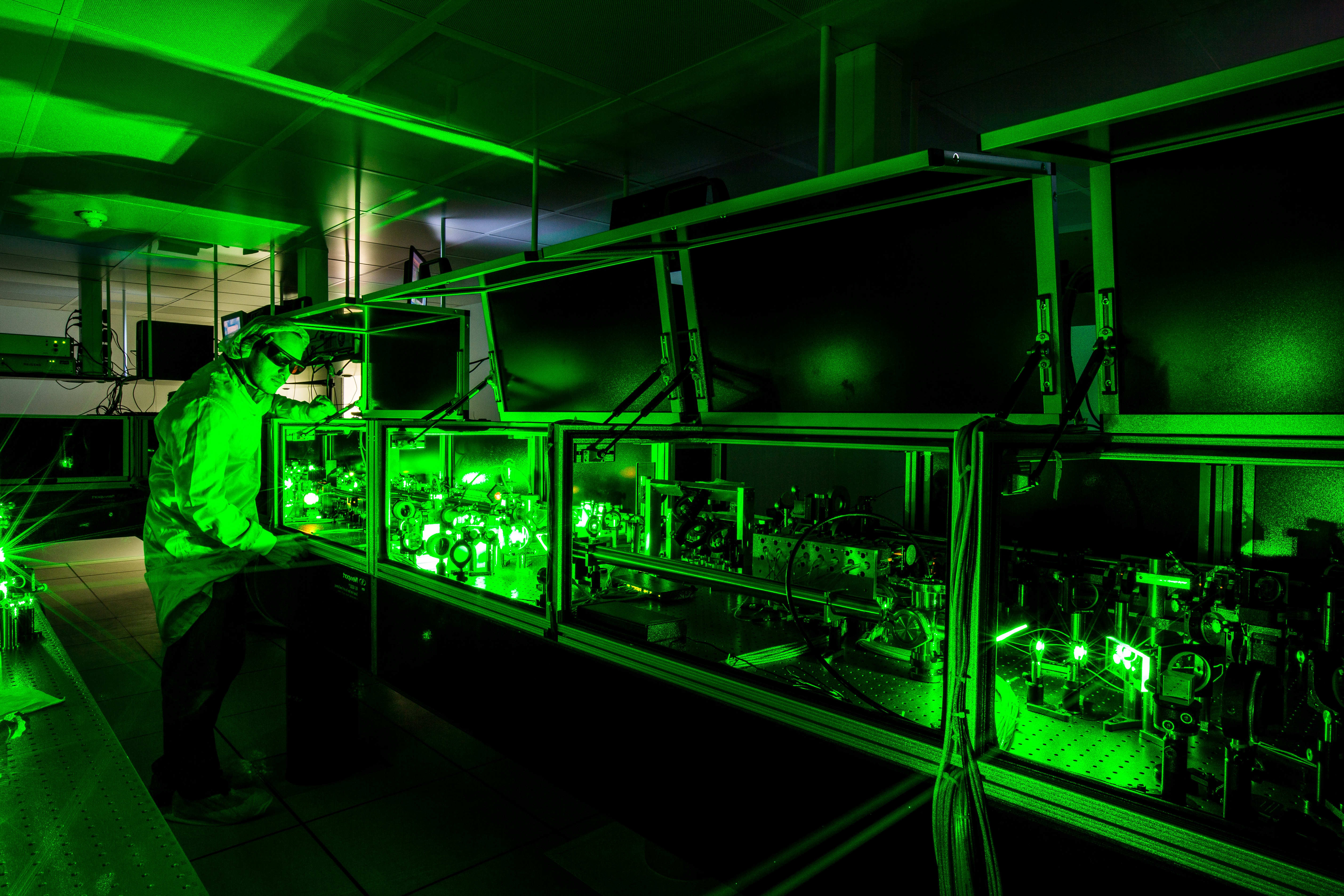
Photographie d'un laser femtoseconde à amplification par dérive de fréquence (Laboratoire d'optique Appliquée).

Pour les articles homonymes, voir CPA.
L'amplification à dérive de fréquence (CPA en anglais, pour Chirped pulse amplification, chirp désignant le gazouillis d'oiseau, ce terme faisant l'analogie au chant de certains oiseaux qui font varier la fréquence de leur chant) est une technique d'amplification des impulsions laser ultracourtes jusqu'à des niveaux de puissance de l'ordre du pétawatt. Elle consiste à rallonger temporellement l'impulsion laser en étalant ses différentes composantes spectrales avant la phase d'amplification. C'est actuellement la technique qui permet de générer les plus hautes puissances laser, avec certaines chaînes laser qui atteignent des puissances crêtes supérieures au pétawatt. Même si ces lasers sont principalement utilisés dans des laboratoires de recherches, un certain nombre de fabricants proposent déjà des laser femtoseconde basés sur la technologie CPA et les cristaux de Titane:saphir avec des puissances crête allant du mégawatt au pétawatt (1015 W).
L'amplification par dérive de fréquence a été initialement présentée comme une technique augmentant la puissance disponible dans le domaine du radar dans les années 1960. Elle a été transposée aux lasers ultracourts par Gérard Mourou et Donna Strickland à l' Université de Rochester, dans le milieu des années 1980 . Les deux chercheurs seront récompensés par le prix Nobel de physique en 2018 pour ces travaux. Auparavant, la puissance crête des lasers impulsionnels était limitée à des intensités de quelques gigawatts/cm2 en raison du seuil d'endommagement des matériaux amplificateurs et du phénomène d'autofocalisation. Par exemple, certains des plus puissants faisceaux laser CPA peuvent dépasser des intensités de 700 gigawatts/cm2 en sortie de compresseur. Si on laisse un tel faisceau se propager dans l'air ou dans un milieu amplificateur, le faisceau s'auto-focalisera pour former un plasma par filamentation laser ce qui endommagerait les optiques et dégraderait la qualité du faisceau. Avant l'apparition de la technique CPA, afin de maintenir l'intensité des impulsions laser en dessous du seuil des effets non linéaires, les systèmes laser devaient être de grande dimension et coûteux, et la puissance crête des impulsions était limitée au gigawatt ou au térawatt pour les très grandes installations multi-faisceaux.

## Principe de l'amplification à dérive de fréquence

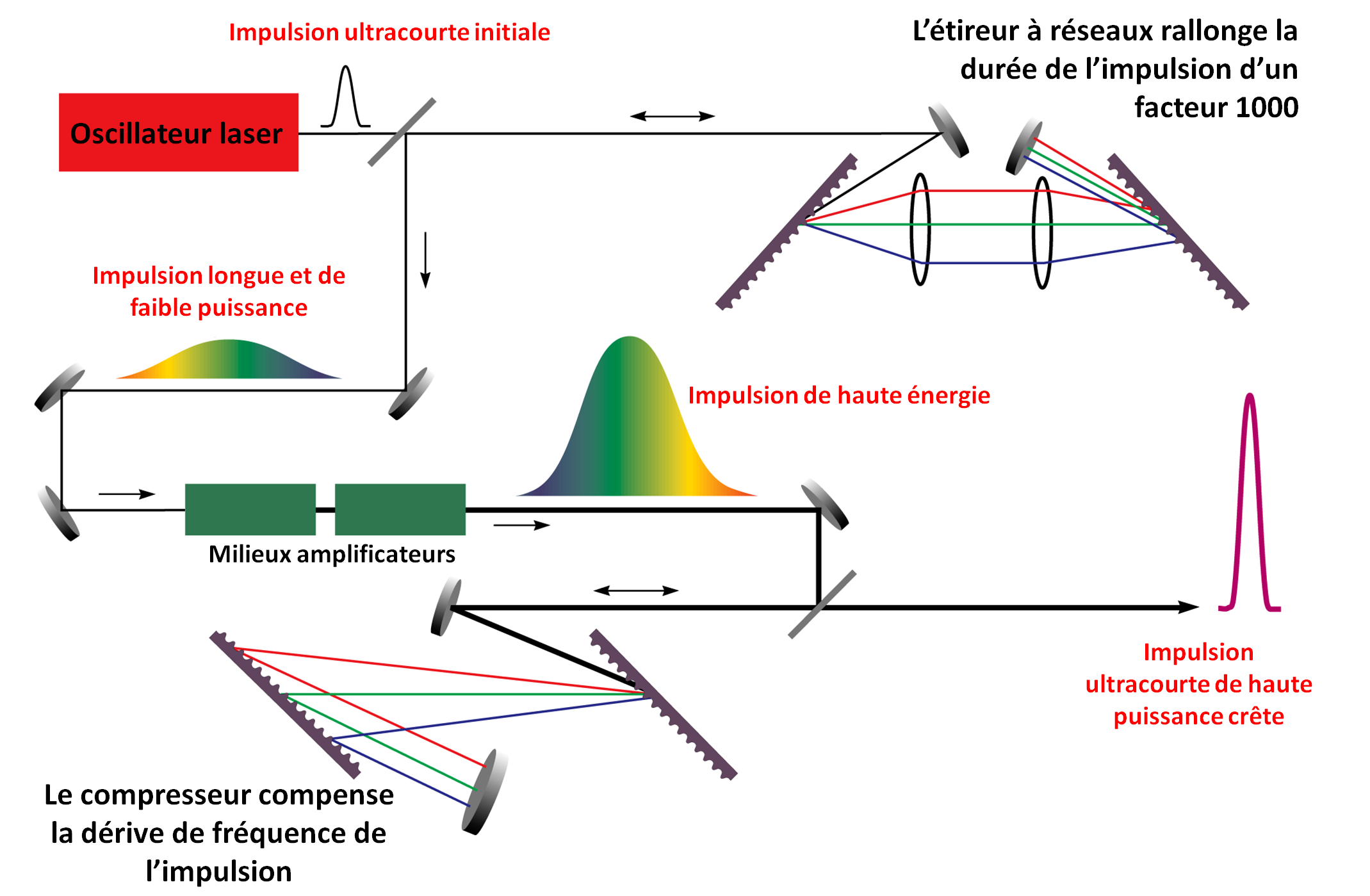
Schéma de principe de l'amplification à dérive de fréquence.

Dans l'amplification par dérive de fréquence, l'impulsion laser ultracourte initiale est étirée temporellement dans un système optique constitué d'éléments optiques dispersifs (réseaux de diffraction, prismes, bloc de silice…) disposés de sorte que les composantes à basse fréquence de l'impulsion (le "rouge") parcourent un chemin plus court que les composantes haute fréquence (le "bleu"). En sortie de cet étireur, l'impulsion laser possède une dérive de fréquence positive (ou chirp), et sa durée est rallongée d'un facteur 103 à 105. Son intensité est alors suffisamment faible pour être introduite dans les différents milieux à gain où elle est amplifiée d'un facteur 106 ou plus. L'impulsion amplifiée est finalement recomprimée à sa durée initiale par un procédé inverse à celui de l'étireur. Ainsi, dans le compresseur, qui comporte généralement deux réseaux de diffraction, les différentes composantes spectrales sont remises en phase pour produire l'impulsion laser la plus courte possible.

## Applications

Représentation schématique d'un compresseur à réseaux produisant une dispersion négative, c'est-à-dire que les courtes longueurs d'onde (en bleu) sortent en premier.

Les applications se trouvent dans différentes branches de la physique notamment la physique nucléaire et la physique des particules. Adapté au domaine médical, elle contribue à de nouvelles avancées dans la chirurgie réfractive de l'œil et le traitement de la cataracte.